# Stanisław Kuliszak
Stanisław Kuliszak (ur. 22 września 1882 w Przylepkach, zm. 20 czerwca 1939 w Poznaniu) – polski duchowny rzymskokatolicki, powstaniec wielkopolski.

## Życiorys
Był synem Jana (oberżysty) i Agnieszki z domu Musiał. Uczęszczał do gimnazjów w Śremie i Gnieźnie. W 1906, tuż przed maturą, wydalony przez Niemców ze szkoły za udział w tajnych organizacjach polskich. Ostatecznie zdał maturę eksternistycznie w 1907 w Gimnazjum Augusty Wiktorii w Poznaniu, po wcześniejszych przygotowaniach w Berlinie. W 1908 rozpoczął studia w Seminarium Duchownym w Poznaniu, a ukończył je w Seminarium Duchownym w Gnieźnie. 11 lutego 1912 otrzymał święcenia kapłańskie i rozpoczął służbę jako wikariusz w Ujściu, gdzie przebywał do 31 grudnia 1914, stanąwszy przed prokuratorem za propolskie kazania. Ostatecznie nie skazano go na więzienie, gdyż otrzymał pobór do wojska w Szczecinie, skąd szybko go zwolniono. W 1915 objął wikariat w Przemęcie, gdzie rozpoczął działalność propolską i stanął za to przed sądem wojennym. Uratowało go wstawiennictwo arcybiskupa Edmunda Dalbora, który wysłał go do Polonii w Dortmundzie.
W końcu 1918 powrócił do Wolsztyna, gdzie organizował radę robotniczo-żołnierską. W Przemęcie zorganizował pierwszy oddział powstańczy, z którym walczył na froncie zachodnim powstania wielkopolskiego. Przez cały okres powstania pełnił rolę kapelana frontu zachodniego w grupie Leszno.
Od 1923 był administratorem w Zbarzewie, a 1 kwietnia 1924 został proboszczem w Nowym Tomyślu. Od 1932 powołany został do Buku, gdzie był proboszczem od 1933 i gdzie ukończył budowę szpitala zakonnego Sióstr Miłosierdzia i powołał Caritas. Odnowił też obraz Matki Boskiej Literackiej, zainicjował starania o jego koronację i restytuował zaniechany od stu lat ruch pielgrzymkowy. W upalne Boże Ciało 1939 roku celebrował uroczystości oktawy, w wyniku czego zachorował na serce. Przewieziono go do szpitala elżbietanek w Poznaniu na Rybakach, ale nie udało się go uratować. Pochowano go na cmentarzu św. Rocha w Buku.

## Odznaczenia
- Krzyż Niepodległości (1933),
- Krzyż Walecznych[1].